# Đại học Oberlin

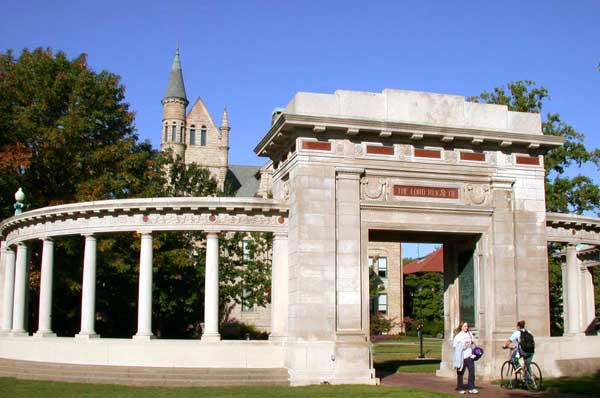
Đại học Oberlin

Đại học Oberlin là một trường Đại học ở Oberlin, bang Ohio, Hoa Kỳ. Oberlin là cơ sở giáo dục nam nữ lâu đời nhất Hòa Kỳ. Năm 1835, Oberlin trở thành một trong những trường Đại học đầu tiên ở Hoa Kỳ chấp nhận người Mỹ gốc Phi, và năm 1837 trường đầu tiên chấp nhận phụ nữ.
Trường có hơn 50 ngành. Oberlin có 16 cựu sinh viên đoạt giải Rhodes, 20 giải Truman, 7 giải Pulitzer và 4 giải Nobel.